# Rob Engelaar
Rob Engelaar (Geldrop, 21 december 1984) is een Nederlandse fotograaf.
Rob Engelaar volgde opleidingen aan het Grafisch Lyceum in Eindhoven en Hogeschool voor de Kunsten in Utrecht waarna hij in 2012 begonnen is als freelance persfotograaf. Sinds 2017 is hij actief als fotograaf en fotoredacteur voor persbureau ANP. In 2019 won hij de eerste prijs bij de Canon Zilveren Camera in de categorie Nieuws Regionaal met een foto van de rouwende juffen van basisschool de Korenaer in Oss na het Stint-ongeluk. Een jaar eerder, in 2018, won hij de eerste prijs in dezelfde categorie met een foto van een Eritrese demonstratie in Veldhoven tegen de komst van Yemane Gebreab op 13 april 2017.
In 2017 won hij de tweede prijs tijdens de Canon Zilveren Camera in de categorie Nieuws Nationaal met een foto van het noodweer dat in 2016 over de provincie Brabant trok met als gevolg een miljoenenschade.
Naast persbureau ANP werkt hij onder meer voor het Het Financieele Dagblad, Algemeen Dagblad en de NOS. Tevens is zijn werk gepubliceerd in onder andere de Volkskrant, NRC, Elsevier, The New York Times en The Guardian.